# Pokalturneringen i ishockey 2005-06
Pokalturneringen i ishockey 2005-06 var 14. udgave af den danske pokalturnering i ishockey for mandlige klubhold og blev arrangeret af Danmarks Ishockey Union. Turneringen havde deltagelse af otte hold.
Turneringen blev vundet af Odense Bulldogs, som i finalen på Herning Isstadion besejrede Herning Blue Fox med 2-1, og som dermed vandt klubbens anden pokaltitel.

## Resultater

### Kvartfinaler
| Dato                                  | Kamp                             | Res. | Perioder      |
| ------------------------------------- | -------------------------------- | ---- | ------------- |
| 13.9.                                 | Odense Bulldogs - Herlev Hornets | 3−1  | 1-0, 0-1, 2-0 |
| 16.9.                                 | Herlev Hornets - Odense Bulldogs | 3−3  | 0-1, 2-1, 1-1 |
| Odense Bulldogs vinder samlet med 6−4 |                                  |      |               |

| Dato                                      | Kamp                                       | Res. | Perioder      |
| ----------------------------------------- | ------------------------------------------ | ---- | ------------- |
| 13.9.                                     | SønderjyskE Ishockey - Nordsjælland Cobras | 3−5  | 1-2, 1-2, 1-1 |
| 16.9.                                     | Nordsjælland Cobras - SønderjyskE Ishockey | 4−3  | 1-0, 1-1, 2-2 |
| Nordsjælland Cobras vinder samlet med 9−6 |                                            |      |               |

| Dato                               | Kamp                                     | Res. | Perioder      |
| ---------------------------------- | ---------------------------------------- | ---- | ------------- |
| 13.9.                              | Frederikshavn White Hawks - AaB Ishockey | 1−2  | 1-0, 0-1, 0-1 |
| 16.9.                              | AaB Ishockey - Frederikshavn White Hawks | 1−0  | 0-0, 1-0, 0-0 |
| AaB Ishockey vinder samlet med 3−1 |                                          |      |               |

| Dato                                   | Kamp                                    | Res. | Perioder      |
| -------------------------------------- | --------------------------------------- | ---- | ------------- |
| 13.9.                                  | Rødovre Mighty Bulls - Herning Blue Fox | 2−1  | 0-1, 0-0, 2-0 |
| 16.9.                                  | Herning Blue Fox - Rødovre Mighty Bulls | 4−2  | 1-0, 2-1, 1-1 |
| Herning Blue Fox vinder samlet med 5−4 |                                         |      |               |

### Semifinaler
De fire kvartfinalevindere blev parret i to semifinaleopgør, der begge blev afgjort over to kampe.
| Dato                                  | Kamp                           | Res. | Perioder      |
| ------------------------------------- | ------------------------------ | ---- | ------------- |
| 6.1.                                  | AaB Ishockey - Odense Bulldogs | 3−6  | 1-2, 2-1, 0-3 |
| 8.1.                                  | Odense Bulldogs - AaB Ishockey | 3−4  | 0-1, 2-2, 1-1 |
| Odense Bulldogs vinder samlet med 9−7 |                                |      |               |

| Dato                                   | Kamp                                   | Res. | Perioder      |
| -------------------------------------- | -------------------------------------- | ---- | ------------- |
| 6.1.                                   | Nordsjælland Cobras - Herning Blue Fox | 2−5  | 1-1, 1-2, 0-2 |
| 8.1.                                   | Herning Blue Fox - Nordsjælland Cobras | 4−3  | 1-2, 0-1, 3-0 |
| Herning Blue Fox vinder samlet med 9−5 |                                        |      |               |

### Finale
Finalen blev spillet i Herning Isstadion i Herning og afgjort i form af én kamp.
| Dato | Kamp                               | Res. | Perioder      |
| ---- | ---------------------------------- | ---- | ------------- |
| 5.2. | Herning Blue Fox - Odense Bulldogs | 1−2  | 0-1, 1-1, 0-0 |